# Cilia Flores
Cilia Flores de Maduro (Tinaquillo, 15 ottobre 1956) è una politica venezuelana.

## Biografia
Moglie del presidente Nicolás Maduro Moros, è un'avvocata divenuta famosa per aver difeso Hugo Chavez nel 1993 in seguito al tentato colpo di Stato.
Nella quinta repubblica è stata eletta più volte deputata all'assemblea nazionale di cui è stata anche Presidente e ha svolto attività politica dapprima nel Movimento Quinta Repubblica e in seguito nel Partito Socialista Unito del Venezuela in cui ha anche svolto incarichi dirigenziali.
Dopo la vittoria di Maduro alle elezioni presidenziali del 2013, è diventata First Lady del Venezuela, una posizione che era vacante dal 2003. Da subito, il Presidente Maduro ha nominato la moglie Prima Combattente della Repubblica (in spagnolo Primera Combatiente) sottolineando il ruolo attivo che è tenuta a svolgere nella Rivoluzione bolivariana e screditando implicitamente il titolo Primera Dama, considerato legato alla vecchia ideologia borghese, non più rappresentativa della volontà popolare.
Flores si è candidata per un seggio all'Assemblea Nazionale nelle elezioni parlamentari del 2015 come candidata per il Grande Polo Patriottico. Ha detto che avrebbe usato il suo seggio per difendere i diritti sociali dei cittadini e le conquiste della Rivoluzione bolivariana.
Nel 2017, Flores è stata eletta all'Assemblea nazionale costituente del Venezuela.

## Aspetti controversi e critiche
Flores è stata sanzionata da diversi paesi e le è stato vietato di entrare nella vicina Colombia. Il governo colombiano ha stilato un elenco di persone a cui è vietato l'ingresso in Colombia; nel gennaio 2019, la lista contava 200 persone con "stretti rapporti con il regime di Nicolás Maduro".
In seguito alle elezioni presidenziali venezuelane del maggio 2018, il governo del Canada ha affermato che le elezioni sono state "illegittime e antidemocratiche" e ha sanzionato Flores, insieme ad altri 13 membri dell'ANC e del TSJ.
Il 27 marzo 2018, Panama ha sanzionato 16 società operanti nel Paese. Le società, guidate da diversi membri della famiglia Flores e di recente creazione, sono state sanzionate per presunto riciclaggio di denaro.
Il Dipartimento del Tesoro degli Stati Uniti ha sequestrato un jet privato e ha imposto sanzioni alla cerchia ristretta di Maduro nel settembre 2018; Flores e alti funzionari del governo di Maduro sono stati sanzionati. Maduro ha risposto alle sanzioni contro sua moglie dicendo: "Non scherzate con Cilia. Non scherzate con la famiglia. Il suo unico crimine è quello di essere mia moglie".